# Liste der Baudenkmale in Oldenburg (Oldb) – Philosophenweg
In der Liste der Baudenkmale in Oldenburg (Oldb) – Philosophenweg stehen alle Baudenkmale im Philosophenweg in Oldenburg (Oldb).  Die Quelle der IDs und der Beschreibungen ist der Denkmalatlas Niedersachsen.
Der Stand der Liste ist das Jahr 2022(6).

## Allgemein
In den Spalten befinden sich folgende Informationen:
- Lage: die Adresse des Baudenkmales und die geographischen Koordinaten. Kartenansicht, um Koordinaten zu setzen. In der Kartenansicht sind Baudenkmale ohne Koordinaten mit einem roten Marker dargestellt und können in der Karte gesetzt werden. Baudenkmale ohne Bild sind mit einem blauen Marker gekennzeichnet, Baudenkmale mit Bild mit einem grünen Marker.
- Bezeichnung: Bezeichnung des Baudenkmales
- Beschreibung: die Beschreibung des Baudenkmales. Unter § 3 Abs. 2 NDSchG werden Einzeldenkmale und unter § 3 Abs. 3 NDSchG Gruppen baulicher Anlagen und deren Bestandteile ausgewiesen.
- ID: die Objekt-ID des Baudenkmales
- Bild: ein Bild des Baudenkmales, ggf. zusätzlich mit einem Link zu weiteren Fotos des Baudenkmals im Medienarchiv Wikimedia Commons. Wenn man auf das Kamerasymbol klickt, können Fotos zu Baudenkmalen aus dieser Liste hochgeladen werden:

Zurück zur Hauptliste
| Lage                                         | Bezeichnung | Beschreibung | ID       | Bild |
| -------------------------------------------- | ----------- | --- | -------- | ---- |
| Philosophenweg 8 53° 8′ 42″ N, 8° 11′ 57″ O  | Wohnhaus    | Traufständiger zweigeschossiger Putzbau von drei über Kellersockel unter Mansardhalbwalmdach. Rechte zwei Achsen Risalit, davor rechts zweigeschossiger Standerker, mit Giebel unter Mansarddach. Eingang links. In den beiden linken Achsen jeweils zwei, in der rechten jeweils drei gruppierte Fenster. Sparsame Putzgliederung: Fensterrahmung, Felder senkrecht zwischen den Fenstern einer Achse. Vorgarten und Einfriedung aus verputzten Pfeilern mit Lattenzaun. Erbaut 1910, Architekt: Joh. Husmann. | 37444224 | BW   |
| Philosophenweg 10 53° 8′ 42″ N, 8° 11′ 57″ O | Wohnhaus    | Zweigeschossiger Putzbau von drei Achsen über Sockelgeschoss unter Fußwalmdach. Links zweigeschossiger polygonaler Standerker, oberes Geschoss über Pultdach verkleinert, unter geschweifter Haube, darüber Zwerchgiebel. Auf der rechten Seite Risalit unter Satteldach, davor zurückgesetzter Vorbau mit Eingang und Vordach. Sparsame Putzgliederung: Rauputz, Gesims über dem Sockel, horizontale profilierte Bänder auf Fensterhöhe. Vorgarten und Rest der eisernen Einfriedung. Erbaut 1910 oder kurz davor. | 37444246 | BW   |
| Philosophenweg 12 53° 8′ 43″ N, 8° 11′ 57″ O | Wohnhaus    | Zweigeschossiger Putzbau vn drei Achsen über Sockelgeschoss unter Walmdach. Links Risalit mit Fachwerkgiebel, davor zweigeschossiger Standerker mit Dreifenstergruppe im Souterrain und EG und Vierfenstergruppe im OG. Auf der linken Seite zurückgesetzter Vorbau mit Eingang. Walmgaupe. Vorgarten und eiserne Einfriedung mit Backsteinpfosten am Eingang. Erbaut 1906, Architekt: Martin Oetken. | 37444268 | BW   |
| Philosophenweg 14 53° 8′ 43″ N, 8° 11′ 57″ O | Wohnhaus    | Zweigeschossiger Backsteinbau über Sockelgeschoss unter Walmdach. Rechts breiter einachsiger Risalit mit Zwerchgiebel. Links polygonaler Standerker, mit einem Mezzaningeschoss in Fachwerk als Turm ins Dach hochgeführt, unter überstehender Knickpyramide. Eingang auf der linken Seite. Putzgliederung: rustizierung des Sockels, geschossteilende Gesimse, Fensterrahmungen. Schwebegiebel. Vorgarten. Erbaut 1906 durch Maurermeister Fritz Hegeler. | 37444290 | BW   |
| Philosophenweg 16 53° 8′ 44″ N, 8° 11′ 57″ O | Wohnhaus    | Erbaut 1904–1905 durch Zimmermeister Ed. Bartels. | 37444312 | BW   |
| Philosophenweg 18 53° 8′ 45″ N, 8° 11′ 56″ O | Wohnhaus    | Eckhaus zur Blumenstraße. Zweigeschossiger Backsteinbau über Sockelgeschoss, auf V-förmigem Grundriss bestehend aus drei Bauteilen, jeweils unter Schopfwalmdach. Über Eck gestellter traufständiger Kopfbau, davor symmetrisch zwei zweigeschossiger Standerker, dazwischen Sockel halbrund vorgezogen für Loggia, darüber halbrunder Balkon. Fenster im Erdgeschoss segmentbogig, im Obergeschoss rechteckig mit Vorhangbögen. Rückwärtig zu beiden Straßen schräg zwei weitere Flügel von je zwei Achsen, rechts am Philosophenweg mit Eingang. Putzgliederung: Quaderung des Sockels, Gesims über dem Sockel, Quaderung der Kanten, Fensterrahmungen, Traufgesims. Zu beiden Straßen Vorgarten und eiserne Einfriedung. Erbaut 1904–1905 durch Zimmermeister Hanenkamp. | 37444334 | BW   |